# Saint-Laurent-de-Vaux
Pour les articles homonymes, voir Saint-Laurent.
Saint-Laurent-de-Vaux est une ancienne commune française, située dans le département du Rhône en région Auvergne-Rhône-Alpes. Le 1er janvier 2015, elle fusionne avec la commune de Vaugneray pour former une commune nouvelle.

## Géographie
Situé dans les monts du Lyonnais, à 3 km au sud-ouest du centre de Vaugneray et à 15 km à l'ouest de Lyon, le village est arrosé par l'Yzeron.

## Histoire
Aucune trace d'occupation n'est attestée pendant la période romaine, tant au niveau archéologique que bibliographique.
Au cours de la Révolution française, la commune porte provisoirement le nom de Vaux-la-Garde.
Lors des élections municipales de mars 2014, aucun candidat ne se présente au premier tour. Le maire, Raymond Mazurat et les autres élus sortants sont réélus au second tour à titre transitoire, dans le but de fusionner avec la commune voisine de Vaugneray. Un arrêté préfectoral du 9 octobre 2014 prononce alors la création de la commune nouvelle de Vaugneray le 1er janvier 2015 dont Saint-Laurent-de-Vaux constitue une commune déléguée.

## Politique et administration

### Administration municipale
| Période                                  | Période          | Identité        | Étiquette | Qualité |
| ---------------------------------------- | ---------------- | --------------- | --------- | ------- |
| Les données manquantes sont à compléter. |                  |                 |           |         |
| 2001                                     | 31 décembre 2014 | Raymond Mazurat | UMP       |         |

| Période          | Période | Identité        | Étiquette | Qualité |
| ---------------- | ------- | --------------- | --------- | ------- |
| 1er janvier 2015 | 2020    | Raymond Mazurat | LR        |         |

### Intercommunalité
La commune faisait partie de la communauté de communes des Vallons du Lyonnais.

### Lieux et monuments

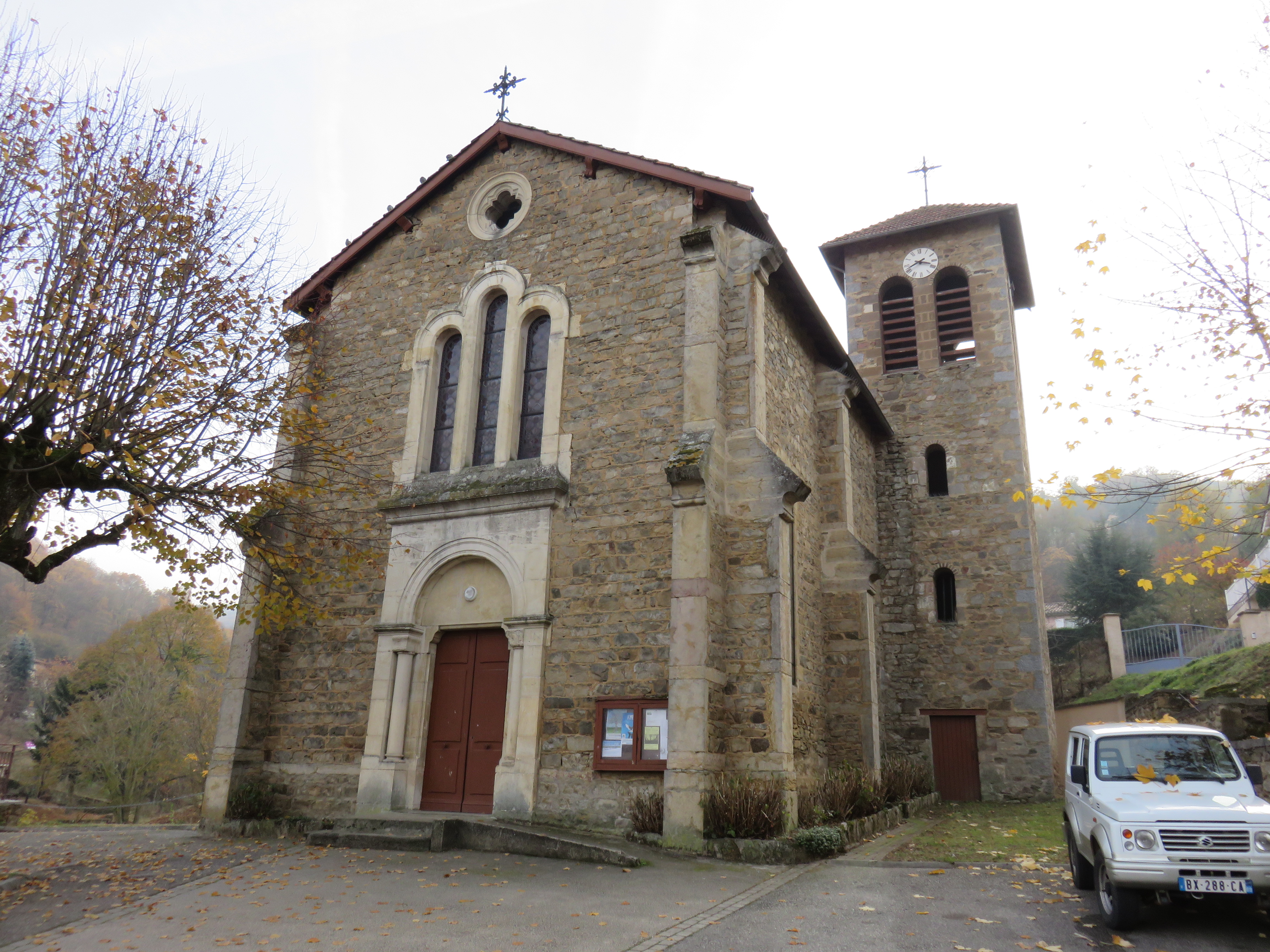
Église Saint-Barthélémy

## Population et société

### Démographie
L'évolution du nombre d'habitants est connue à travers les recensements de la population effectués dans la commune depuis 1793. À partir du 1er janvier 2009, les populations légales des communes sont publiées annuellement dans le cadre d'un recensement qui repose désormais sur une collecte d'information annuelle, concernant successivement tous les territoires communaux au cours d'une période de cinq ans. 
Pour les communes de moins de 10 000 habitants, une enquête de recensement portant sur toute la population est réalisée tous les cinq ans, les populations légales des années intermédiaires étant quant à elles estimées par interpolation ou extrapolation. Pour la commune, le premier recensement exhaustif entrant dans le cadre du nouveau dispositif a été réalisé en 2006,.
En 2012, la commune comptait 270 habitants, en évolution de +8 % par rapport à 2007 (Rhône : +5,46 %, France hors Mayotte : +2,49 %).
| 1793 | 1800 | 1806 | 1821 | 1831 | 1836 | 1841 | 1846 | 1851 |
| ---- | ---- | ---- | ---- | ---- | ---- | ---- | ---- | ---- |
| 130  | 87   | 121  | 122  | 139  | 125  | 130  | 151  | 130  |

| 1856 | 1861 | 1866 | 1872 | 1876 | 1881 | 1886 | 1891 | 1896 |
| ---- | ---- | ---- | ---- | ---- | ---- | ---- | ---- | ---- |
| 155  | 150  | 128  | 136  | 118  | 127  | 146  | 126  | 107  |

| 1901 | 1906 | 1911 | 1921 | 1926 | 1931 | 1936 | 1946 | 1954 |
| ---- | ---- | ---- | ---- | ---- | ---- | ---- | ---- | ---- |
| 100  | 103  | 92   | 90   | 100  | 90   | 85   | 84   | 83   |

| 1962 | 1968 | 1975 | 1982 | 1990 | 1999 | 2006 | 2011 | 2012 |
| ---- | ---- | ---- | ---- | ---- | ---- | ---- | ---- | ---- |
| 98   | 84   | 91   | 120  | 180  | 215  | 244  | 259  | 270  |